# Zeria Pharmaceutical
Zeria Shinyaku Kōgyō KK (ゼリア新薬工業株式会社, Zeria Shinyaku Kōgyō Kabushiki-gaisha, Zeria Pharmaceutical Co., Ltd.) er en japansk lægemiddelvirksomhed grundlagt i 1955. Selskabet sælger lægemidler i Sverige, Irland, Storbritannien, Tjekkiet, Spanien, Tyskland, Italien, Vietnam og Danmark. Lægemidlerne bliver udviklet i Schweiz af Tillotts Parma.

## Historie
I 1955 åbnede det japanske firma Kisaku Ibu, tidligere Yamanouchi Seiyaku en nyt lægemiddelvirksomhed i Tokyo med navnet Zeria Yakushō Kenkyusho (Zeria Pharmaceutical and Cosmetics Laboratory). I 1970 blev dette firma til Zeria Shinyaku Zeria Shinyaku KK.
I 1975 blev der opført en ny fabrik i Kumagaya i Saitama-præfekturet, før hovedfabrikken i Tsukuba der blev opført af Takenaka Corporation i 1988.
I 2009 købte selskabet det schweiziske firma Tillotts Pharma AG og begyndte at drive forretning internationalt via et netværk af datteselskaber.
Firmaet ejer af 6,63 % aktierne i Asuka Seiyaku, der er en anden lægemiddelvirksomhed.
De primære ejere er den nuværende direktør Mitsuhiro Ibu, Mitsubishi UFJ Financial Group, Custody Bank of Japan, Morinaga Milk Industry, SMBC, Mizuho Bank, Risona Bank og Aioi Nissay Dowa Insurance.

## Produkter
Zeria er markedslevedende inden for gastroenterologi i Japan.
I 2019 fik deres smertestillende creme EPATEC (ketoprofen), der oprindeligt blev udviklet af Nissan Chemical Corporation, ophævet sin autorisation af det japanske Ministry of Health, Labour and Welfare for gravide kvinder i tredje trimester.
I Danmark driver Zeria Pharmaceutical datterselskabet ZPD (Zeria Pharmaceuticals Denmark, tidligere Biofac) i Esbjerg, som fremstiller Chondroitinsulfatnatrium. I november 2024 blev der annonceret en betragtelig udvidelse af denne fabrik.

## Eksterne henvisnigner
- Zeria Pharmaceutical

|  | Denne artikel kan blive bedre, hvis der indsættes geografiske koordinater Denne artikel omhandler et emne, som har en geografisk lokation. Du kan hjælpe ved at indsætte koordinater i wikidata. |

|  | Denne artikel om en virksomhed kan blive bedre, hvis der indsættes et (bedre) billede. Du kan hjælpe ved at afsøge Wikimedia Commons for et passende billede eller lægge et op på Wikimedia Commons med en af de tilladte licenser og indsætte det i artiklen. |